# Mulila Deri
Mulila Deri fou un estat tributari protegit a l'agència de Kathiawar, prant de Halar, presidència de Bombai, format per 7 pobles amb dos tributaris separats. La superfície era de 39 km² i la població el 1881 de 2.510 habitants, La capital era Mulila Deri amb 1.430 habitants. Els ingressos s'estimaven en 1.400 lliures de les quals se'n pagaven 127 al govern britànic i 17 al nawab de Junagarh.